# Olle Frödin
Olle Frödin är en svensk sociolog och forskare vid Lunds universitet. Frödin har publicerat sig med bland andra Anders Kjellberg.
Frödin har forskat om bland annat statligt subventionerade arbeten, misslyckade stater och migration.